# Joe Chrest
Joe Chrest é um ator e acadêmico norte-americano, conhecido por interpretar Ted Wheeler na série Stranger Things.